# Großsteingrab Hove 2
Das Großsteingrab Hove 2 ist eine megalithische Grabanlage der jungsteinzeitlichen Nordgruppe der Trichterbecherkultur im Kirchspiel Smørum in der dänischen Kommune Egedal.

## Lage
Das Grab liegt unmittelbar nördlich von Hove auf einer Wiese zwischen den Straßen Nonnemosen und Lundevej.

## Forschungsgeschichte
In den Jahren 1889 und 1938 führten Mitarbeiter des Dänischen Nationalmuseums Dokumentationen der Fundstelle durch. Weitere Dokumentationen erfolgten 1988 durch Mitarbeiter der Forst- und Naturbehörde und 2017 durch Mitarbeiter des Kroppedal Museums.

## Beschreibung
Die Anlage besitzt eine sehr lange rechteckige Hügelschüttung, über deren Orientierung und Maße leicht unterschiedliche Angaben vorliegen. Der Bericht von 1889 nennt einen ost-westlich orientierten Hügel mit einer Länge von etwa 80 m, einer Breite von 8 m und einer Höhe von 1,5 m. Der Bericht von 1938 nennt einen nordwest-südöstlich orientierten Hügel mit einer Länge von 90 m, einer Breite von 11 m und einer Höhe von 1 m. Von der Umfassung sind gemäß dem Bericht von 2017 41 Steine an der südlichen und 22 an der nördlichen Langseite erhalten. Einige Steine sind wohl in jüngerer Zeit umgesetzt worden. Die Nordseite weist größere Lücken auf. Der Hügel scheint in mindestens zwei Phasen errichtet worden zu sein. Der Ostteil ist etwas höher und weist größere Umfassungssteine auf, während der Westteil des Hügel eher flach ist und kleinere Umfassungssteine besitzt.
23 m vom östlichen Ende befand sich eine weitgehend zerstörte Grabkammer. Sie zeichnet sich nur noch als Grube ab. Um sie herum liegen mehrere Steine mit einer Größe zwischen 0,2 m und 0,3 m. Es ist unklar, ob sie zur Kammer gehören oder ob es sich um abgelagerte Feldsteine handelt. Maße, Orientierung und Typ der Kammer lassen sich nicht mehr bestimmen.